# Cá hường
Cá hường hay còn gọi là cá mùi (danh pháp hai phần: Helostoma temminckii) là một loài cá nước ngọt thuộc họ Cá hường (Helostomatidae), theo truyền thống xếp trong bộ Cá vược (Perciformes), nhưng gần đây được xếp trong bộ Anabantiformes. Nó sống ở sông và là loài có giá trị về kinh tế. Cá có xuất xứ từ Indonesia. Đây là loài cá dễ nuôi, có chất lượng thịt ngon, mềm, thịt cá trắng tinh khiết và ít có vị tanh. Cá hường còn nhỏ, thịt khi ăn có cảm giác xương hơi nhiều, khi lớn gần nửa ký thì thịt nhiều hơn, khi ăn có vị ngon.

## Đặc điểm sinh học

### Môi trường sống
Cá phân bố ở vùng nước ngọt, ở Việt Nam phân bố nhiều tại vùng Đồng bằng sông Cửu Long. Đây là một loài cá dễ nuôi, Sau một chu kỳ nuôi 6 tháng, trọng lượng cá có thể đạt đến 120 đến 150 gram/con.
Cá hường có cơ quan hô hấp phụ, nên nó có thể sống sống được ở mọi loại hình thủy vực ngay cả ở môi trường nước khắc nghiệt, nhiễm bẩn, hàm lượng các chất hữu cơ cao, thiếu dưỡng khí, vì thở được trực tiếp khí trời do có cơ quan thở khí trời nên sống được trong môi trường thiếu dưỡng khí, và ngay cả ở trên cạn trong nhiều giờ nên rất dễ dàng khi vận chuyển.
Cá sống chủ ở môi trường nước ngọt, nhiệt độ thích hợp cho cá sinh trưởng là 25 đến 30oC, độ pH dao động từ 6 đến 7, cá cũng có thể sống được ở độ pH dao động từ 4.5 đến 5.5. Nồng độ pH thích hợp cho cá phát triển là 6,5 đến 8,0 có thể sống ở môi trường pH thấp hơn, nhưng phát triển chậm.
Cá phân bố chủ yếu ở ao hồ nước tĩnh. Trong môi trường nước cá hoạt động và bắt mồi ở tầng nước mặt và tầng giữa. Môi trường nước để cá sinh sống thuận lợi và phát triển nhanh là những nơi nước giàu chất hữu cơ như rong, cỏ cây thối rữa, phân gia súc, gia cầm chảy trực tiếp xuống ao.

### Chế độ dinh dưỡng

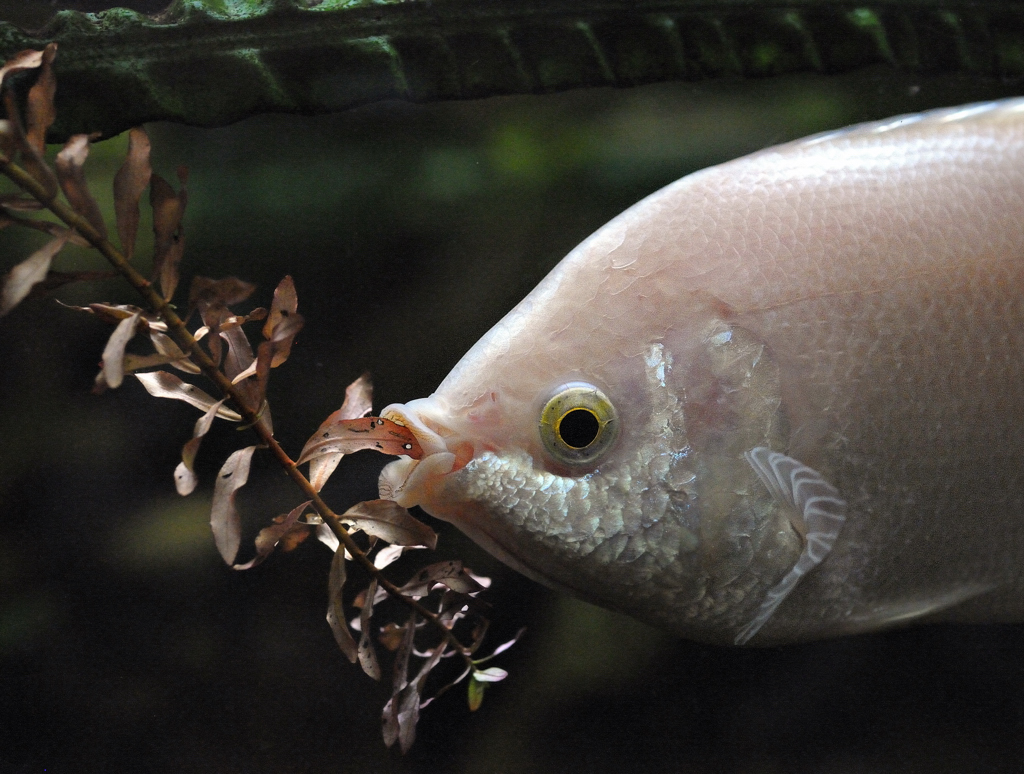
cá hường đang ăn

Cá hường thiên ăn mùn bã hữu cơ như thực vật thủy sinh phân rã. Ở giai đoạn cá giống và trưởng thành thức ăn chủ yếu của cá là tảo phù du, trong ao nuôi nên cho cá ăn thêm cám mịn, bột ngũ cốc và bột cá lạc hay phụ phế phẩm từ các nhà máy đông lạnh thì cá sẽ lớn nhanh.

### Sinh trưởng
Trong điều kiện nhiệt độ trung bình từ 25 - 300C, sau một năm tuổi, cá đạt 100g - 150g/con. Cá nuôi cùng lứa tuổi, thì cá đực có kích thước nhỏ hơn cá cái. Cá sinh trưởng chậm, sau 3 ngày tuổi cá dài 3 mm, sau 15 ngày dài 9 mm, sau một tháng 25 mm, sau 3 tháng đạt 80 mm và sau một năm cá dài 150 mm.
Cá thành thục và tham gia sinh sản lần đầu sau 12 - 18 tháng. Cá có thể sinh sản nhiều lần trong năm, cứ khoảng 3 tháng đẻ một lần, không có mùa sinh sản rõ rệt. Sức sinh sản khoảng 1000 - 7000 trứng/cá cái. Trứng có giọt dầu nên nổi trên mặt nước, đường kính trứng từ 1 - 1,5 mm, trứng cá nở sau 20 giờ ở điều kiện nhiệt độ nước 26 đến 28oC.

## Chăn nuôi ở Việt Nam
Cùng với cá rô phi, có thể nói, cá Hường là một trong những đối tượng nuôi góp phần giải quyết vấn đề thực phẩm cho người nghèo vùng nông thôn đồng bằng sông Cửu Long. Đây là một loài cá dễ nuôi, có thể ứng dụng nuôi trong nhiều mô hình nuôi khác nhau như mô hình nuôi ao – chuồng, VAC (vườn, ao, chuồng), mô hình nuôi lúa – cá kết hợp. Sau một chu kỳ nuôi 6 tháng, trọng lượng cá có thể đạt đến 120 đến 150 gram/con.

## Ẩm thực
Là loài có giá trị kinh tế cao, chất lượng thịt thơm ngon, nên cá hường thường dùng làm nguyên liệu để chế biến một số món ăn ngon ở Việt Nam như: cá hường chiên sả ớt, cá hường sốt, thường dùng với cơm nóng, cá hường muối sả chiến,...

## Hình ảnh

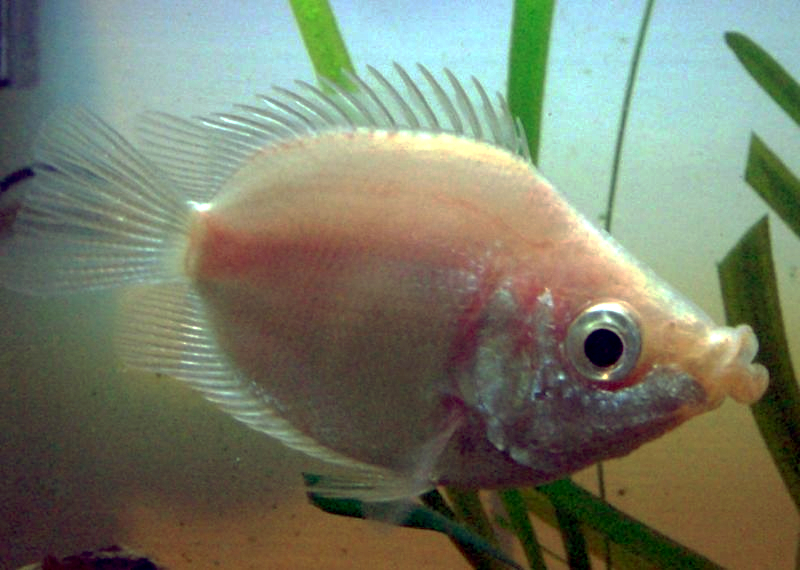
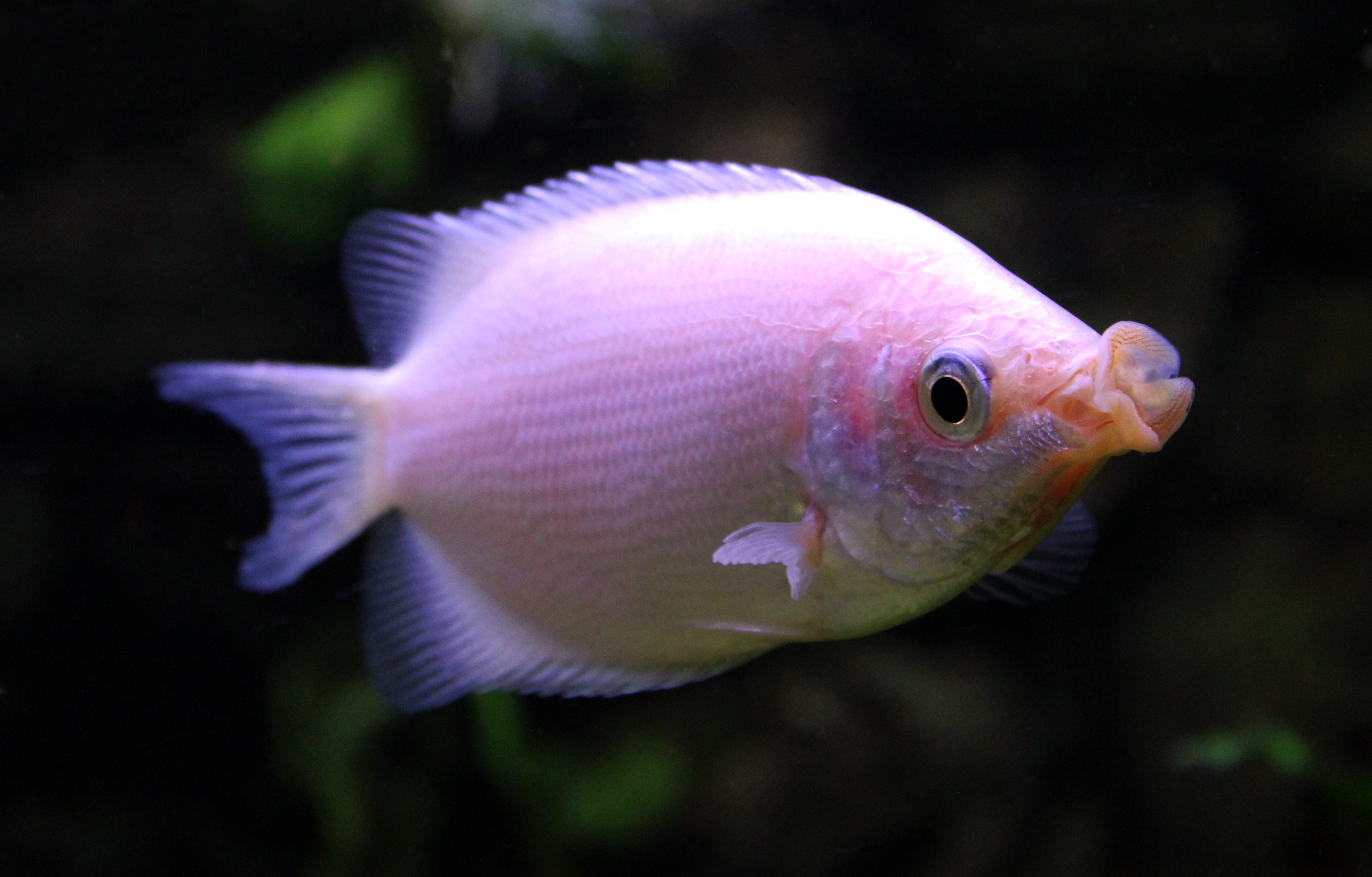
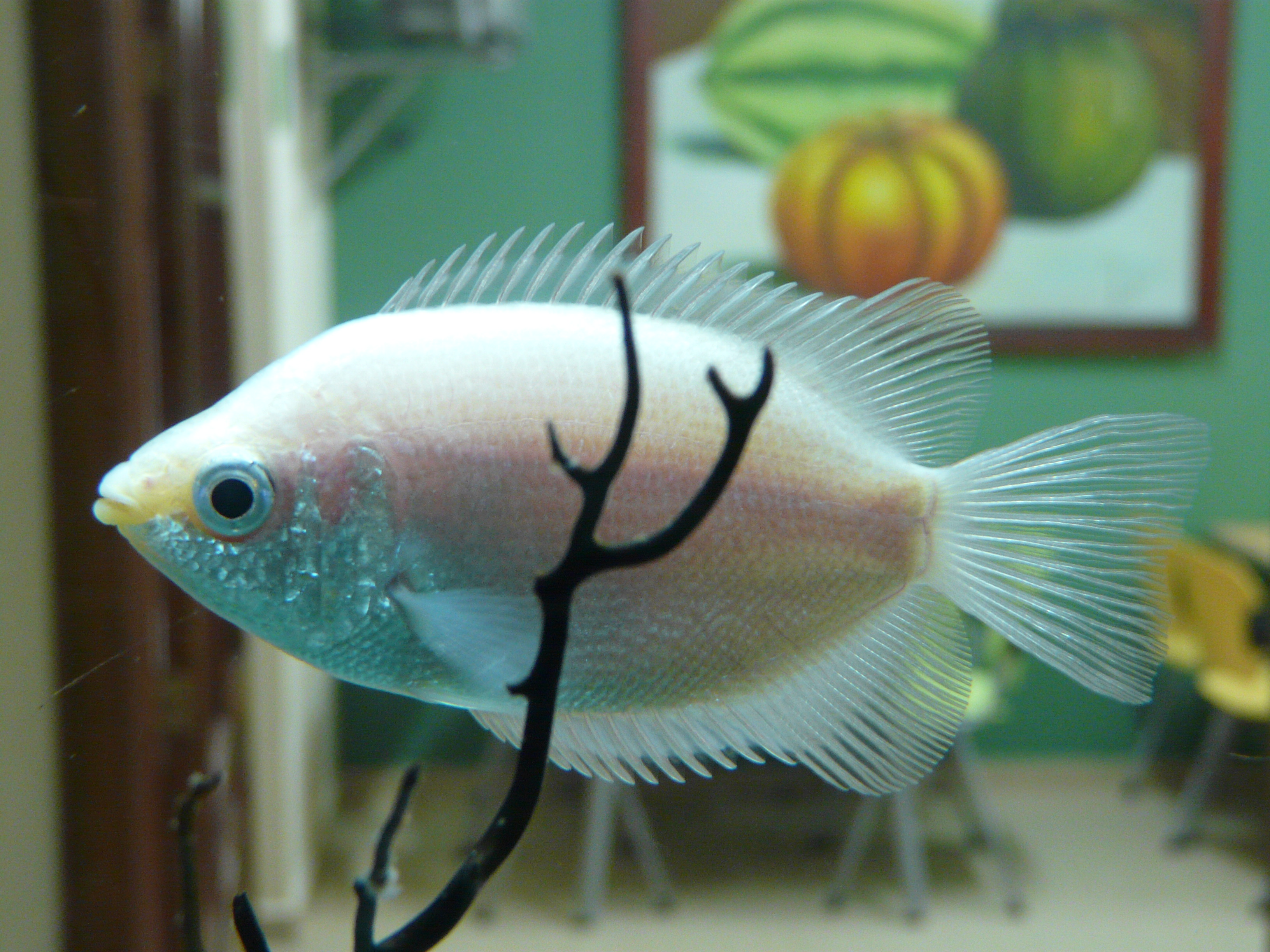